# Новогвинейская сумчатая мышь
Новогвинейская сумчатая мышь (лат. Planigale novaeguineae) — вид из рода плоскоголовых сумчатых мышей семейства хищные сумчатые. Эндемик Новой Гвинеи.

## Распространение
Ареал вида ограничен лугами и саваннами южной и юго-восточной части острова Новая Гвинея (Индонезия и Папуа - Новая Гвинея). Обитает на высоте до 250 м.

## Внешний вид
Длина тела с головой колеблется от 50 до 100 мм, хвоста — от 45 до 90 мм. Средний вес — 15 г. Череп уплощён. Морда заострённая. Уши почти голые. Волосяной покров густой и мягкий. Хвост покрыт короткими волосами. Как и другие плоскоголовые сумчатые мыши (кроме мелкозубой сумчатой мыши) имеет по три нижних и верхних премоляра.

## Образ жизни
Ведёт наземный образ жизни. Активность приходится на ночь. День проводит в норах, организуемых в расщелинах.
Хищники. Основу рациона составляют насекомые.

## Размножение
Сумка развита хорошо, открывается назад.